# Один рубль (банкнота Беларуси)
Оди́н рубль (бел. Адзін рубель) — номинал банкноты, использовавшейся в Беларуси с 1992 по 2003 год. Именно банкнота в 1 рубль образца 1992 года дала название белорусским деньгам — «зайчики».

## История
Первая 1-рублёвая банкнота в Беларуси была введена в обращение 25 мая 1992 года. Выведена из обращения 1 января 2001 года. 1 января 2000 года была введена новая банкнота достоинством в 1 рубль, соответствующая 1000 рублей образца 1992 года. Выведена из обращения 1 января 2003 года.

## Характеристика

### 1 рубль 1992 года
На лицевой стороне изображён заяц-русак — типичный представитель белорусской фауны. В правом верхнем углу помещена надпись «АДЗІН РУБЕЛЬ» и цифровое обозначение номинала — «1». Слева от зайца в узорном орнаменте размещено крупное цифровое обозначение номинала, а над ним — серийный номер. Слева вверху изображён специальный узорный элемент. В нижней части банкноты проходит узорная кайма, обрамлённая защитными надписями в 3 строки сверху и снизу «РЭСПУБЛІКАБЕЛАРУСЬ», выполненными мелким шрифтом. Номер и серия банкноты размещены в левой части.
На оборотной стороне в узорном орнаменте помещён герб Погоня, слева и справа от которого изображены цифровые обозначения номинала. В верхней части банкноты через всё поле проходит узорная кайма, в нижней части проходят две узорные каймы, между которыми размещается надпись «РАЗЛІКОВЫ БІЛЕТ НАЦЫЯНАЛЬНАГА БАНКА БЕЛАРУСІ». В правой нижней части обозначен год — «1992». В верхней правой части надпись мелкими буквами «ПАДРОБКА РАЗЛІКОВЫХ БІЛЕТАЎ НАЦЫЯНАЛЬНАГА БАНКА БЕЛАРУСІ ПРАСЛЕДУЕЦЦА ПА ЗАКОНУ».

### 1 рубль 2000 года
На лицевой стороне помещено изображение здания Национальной академии наук Беларуси, под изображением подпись «НАЦЫЯНАЛЬНАЯ АКАДЭМІЯ НАВУК БЕЛАРУСІ». Сверху указан номинал «АДЗІН РУБЕЛЬ» и ниже — его цифровое обозначение — «1». Слева от центрального изображения размещён защитный элемент, под ним находится виньетка, внутри которой большая цифра «1». В нижней части банкноты проходит узорная кайма, обрамлённая защитными надписями в 3 строки сверху и снизу «РЭСПУБЛІКАБЕЛАРУСЬ», выполненными мелким шрифтом.
На оборотной стороне помещена большая цифра «1», обозначающая номинал банкноты. Сверху номинал указан словами «АДЗІН РУБЕЛЬ». Серия и номер банкноты размещены слева вверху и справа внизу относительно центральной виньетки. В нижней части купюры надпись: «БІЛЕТ НАЦЫЯНАЛЬНАГА БАНКА РЭСПУБЛІКІ БЕЛАРУСЬ». В правой нижней части обозначен год печати — «2000». В верхней правой части надпись мелкими буквами «ПАДРОБКА БІЛЕТАЎ НАЦЫЯНАЛЬНАГА БАНКА РЭСПУБЛІКІ БЕЛАРУСЬ ПРАСЛЕДУЕЦЦА ПА ЗАКОНУ».

## Памятные банкноты
| Серия     | Дата выпуска   | Тираж | Описание банкноты                   | Описание банкноты                                          | Изображение     | Изображение       |
| Серия     | Дата выпуска   | Тираж | Лицевая сторона                     | Оборотная сторона                                          | Лицевая сторона | Оборотная сторона |
| --------- | -------------- | ----- | ----------------------------------- | ---------------------------------------------------------- | --------------- | ----------------- |
| Миллениум | 1 октября 2001 | 2500  | Национальная академия наук Беларуси | Цифровое обозначение номинала и специальный серийный номер |                 |                   |